# Vänerskog

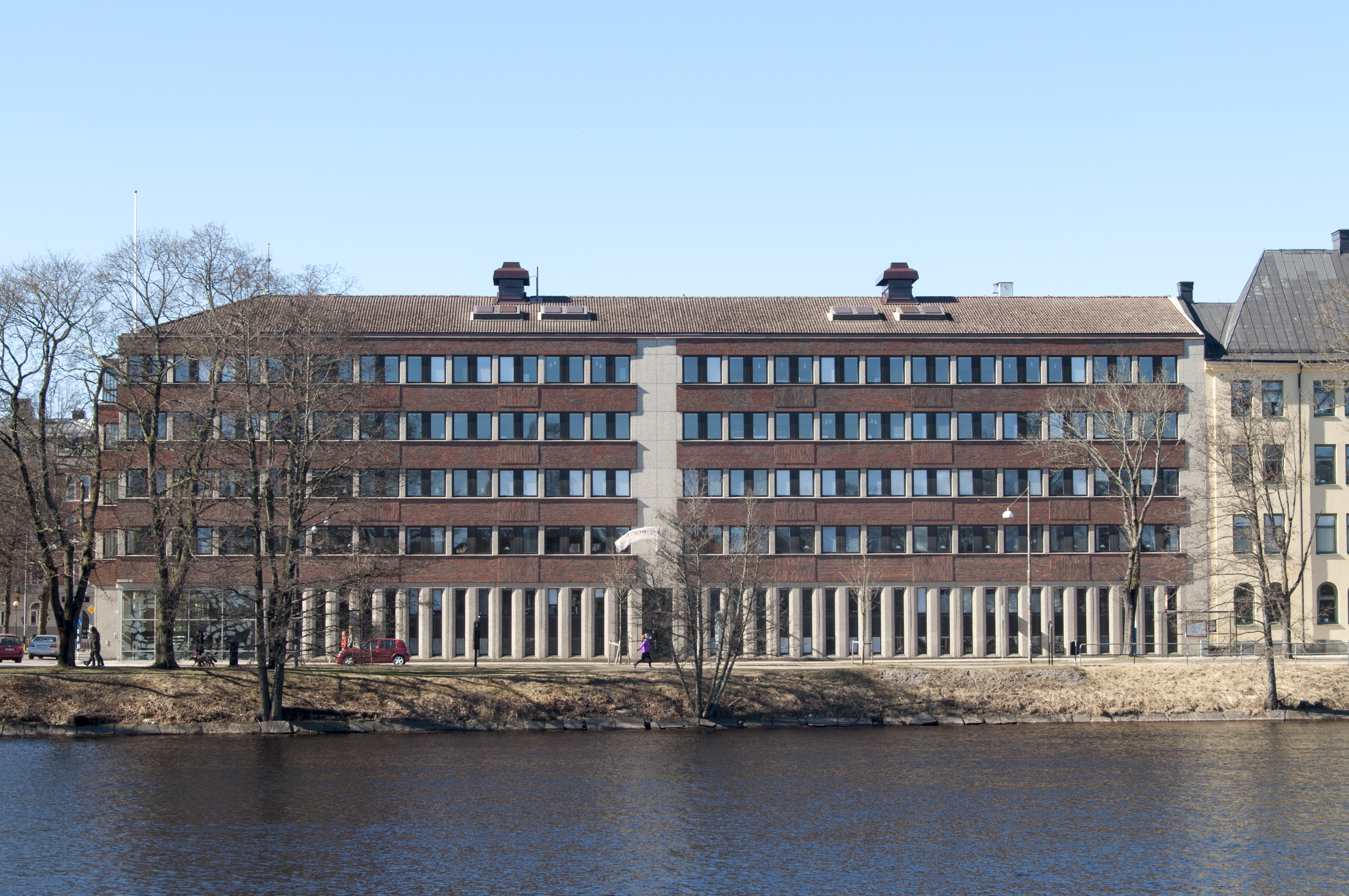
Det tidigare huvudkontoret i Karlstad.

Vänerskog AB var ett skogsindustriföretag ägt av skogsägarföreningen Vänerskog ekonomiska förening. Föreningen bildades 1970 av Värmlands skogsägare, Västra Värmlands och Dals skogsägarförening, Skaraborgs skogsägarförening, Örebro läns skogsägare, samt Skogsägarföreningen i Bohuslän och Norra Älvsborg. Vänerskog ägde bland annat sågverk, massabruk, pappersbruk, spånskivefabrik, plywoodfabrik och hustillverkare - sammanlagt ett tjugotal enheter i Värmlands, Västmanlands, Skaraborgs, Älvsborgs samt Göteborgs och Bohus län. 
Bland enheterna fanns: 
- Bäckhammars Bruk AB (1969–1981)
- Åmotfors Bruk AB (–1981)
- Rottneros bruk (1976–1981)
- Billingsfors bruk (1978–1981)
- Deje Bruk (1978–1981)
- Otterbäckens Plywoodfabrik (sedan 2011 Moelven Vänerply)
- Ambjörby Spånskivefabrik (lades ned 2013 av Byggelit)
- Götenehus AB (–1981)
- Högfors AB (1978–1981)
- Göta Bruk (–1976)
- Vänerenergi AB (delägare i Oskarshamns och Forsmarks kärnkraftverk)
- Älgarås sågverk
- Hannäs sågverk
- Notnäs sågverk (sedan 1998 Moelven Notnäs AB)
- Silverhöjdens sågverk
- Slottsbrons Träförädlings AB

Under åren 1975–1979 gjorde Vänerskog mycket stora förluster, totalt på 310 miljoner kr.
Vänerskog AB och Vänerskog ekonomiska förening försattes i konkurs vid Karlstads Tingsrätt den 18 december 1981. Då hade Vänerskog nästan 3000 anställda, och den totala bristen i konkursen var cirka en miljard. Vänerskogkonkursen blev den dittills största konkursen i Sverige. Företagets historia är skildrad av Göran Dahlgren i boken "En krossad dröm. En analys av Vänerskogskoncernen" (1990). 
Efter Vänerskogs konkurs bildades fyra nya skogsägarföreningar snabbt, Västra skogsägarna, Värmlands skogsägare, Örebro skogsägare och slutligen Skaraborgs skogsägare. De kom senare att uppgå i Mellanskog och Södra Skogsägarna. 